# Chengzhong
Chengzhong léase Cheng-Zhóng (en chino simplificado, 城中区; pinyin, Chéngzhōng qū; literalmente, ‘centro de la ciudad’) es un distrito urbano bajo la administración directa de la ciudad-prefectura de Xining. Se ubica en la provincia de Qinghai, en el corazón geográfico de la República Popular China. Su área es de 153 km² y su población total para 2010 fue cercana a los 300 mil habitantes.

## Administración
El distrito de Chengzhong se divide en 8 pueblos que se administran en 7 subdistritos y 1 poblado.